# Schroederichthys maculatus
Schroederichthys maculatus är en hajart som beskrevs av Springer 1966. Schroederichthys maculatus ingår i släktet Schroederichthys och familjen rödhajar. IUCN kategoriserar arten globalt som livskraftig. Inga underarter finns listade i Catalogue of Life.